# Днепропетровский спутник
Днепропетровский спутник (ДС) — многочисленное семейство советских космических аппаратов, создаваемых ОКБ-586 (впоследствии КБ «Южное») в городе Днепропетровске Украинской ССР. Запуски спутников этой серии проводились с полигонов Плесецк и Капустин Яр более 20 лет — в период между 21 декабря 1961 года и 6 июня 1982 года. Практически все спутники этой серии получали общее название «Космос» и порядковый номер. В случае нештатного или аварийного пуска название спутнику не присваивалось. Небольшое число космических аппаратов, которые были запущены в рамках программ международного сотрудничества, получали название «Интеркосмос». С помощью аппаратов серии ДС были проведены большие объёмы научных и военных исследований в самых различных областях.

## Назначение
Назначение космических аппаратов серии «ДС» самое различное: от юстировки радиолокационных станций до исследования космических лучей. По назначению их можно разделить на 4 группы:
- Научное, для изучения космического пространства
- Военное
- Двойное
- Отработка космических систем

Назначение по каждому типу спутника серии ДС приведено в таблице:
| Тип                    | Назначение |
| ---------------------- | --- |
| ДС-1                   | Отработка ракеты-носителя 63С1, проверка работоспособности аппаратуры |
| ДС-2                   | Отработка ракеты-носителя 63С1 |
| ДС-А1                  | Исследование излучений от ядерных взрывов на больших высотах, определение концентрации ионов и изучение распространения радиоволн в ионосфере                                                                  |
| ДС-МГ                  | Исследование магнитного поля Земли |
| ДС-МТ                  | Исследование метеорных потоков и влияния их на поверхность космических аппаратов, фотометрическое измерение звёздного неба                                                                                     |
| ДС-МО                  | Исследование атмосферы, испытание аэрогироскопической системы ориентации |
| ДС-П1                  | Проверка и отработка задач юстировки, контроля точности и определения потенциала РЛС ПКО, ПВО и ПРО |
| ДС-П1-Ю                | Юстировка, проверка точностных характеристик станций дальнего обнаружения, союстировка каналов радиолокаторов точного наведения                                                                                |
| ДС-П1-И                | Юстировка, снятие точностных характеристик и периодический контроль наземных станций определения координат и передачи команд                                                                                   |
| ДС-П1-М (Тюльпан)      | Мишень для отработки космических аппаратов-перехватчиков системы противокосмической обороны |
| ДС-К8                  | Исследование метеорного вещества в окрестностях Земли |
| ДС-У1-Г                | Изучение суточных эффектов плотности и состава атмосферы Земли, определение корреляции между солнечной активностью и состоянием атмосферы, регистрация интенсивности УФ-излучения Солнца                       |
| ДС-У1-А                | Проведение фотометрических исследований излучения звёзд и распределения энергии в УФ и рентгеновских областях спектра                                                                                          |
| ДС-У1-Я                | Определение состава первичного космического излучения, исследование потоков заряженных частиц и космических лучей                                                                                              |
| ДС-У1-Р                | Проведение фотометрических исследований излучения звезд в УФ и рентгеновской областях спектра, определение распределения энергии в спектрах звёзд, типов и вариаций звёздного излучения                        |
| ДС-У1-ИК               | Исследование ионосферы |
| ДС-У2-В                | Определение вибрационных перегрузок на космический аппарат при выведении из ШПУ, исследование электромагнитных волн в ионосфере                                                                                |
| ДС-У2-М                | Испытание работы и измерение стабильности частоты бортового молекулярного генератора, измерение квантового стандарта частоты                                                                                   |
| ДС-У2-И                | Исследование прохождения электромагнитных войн сверхнизкой частоты через ионосферу, исследование радиоизлучения корпускулярных потоков в ионосфере                                                             |
| ДС-У2-МП               | Исследование природы микрометеоритов, изучение процессов взаимодействия микрометеоритов с поверхностью КА |
| ДС-У2-Д                | Определение воздействия излучения естественных и искусственных радиационных поясов Земли, снятие дозиметрических карт радиационных полей на высотах 230—1650 км                                                |
| ДС-У2-ГК               | Проведение комплексных геофизических исследований приполярной верхней атмосферы |
| ДС-У2-ГФ               | Исследование коротковолнового излучения Солнца, звёзд, туманностей и верхней атмосферы Земли в рентгеновской и ультрафиолетовой областях спектра                                                               |
| ДС-У2-МГ               | Исследование и проведение абсолютной магнитной съемки магнитного поля Земли |
| ДС-У2-ИП               | Комплексные исследования ионосферы Земли в глобальном масштабе до высот 2000 км (включая полярные области) |
| ДС-У2-К                | Проведение комплексных геофизических исследований в приполярных областях верхней атмосферы Земли |
| ДС-У2-МТ               | Исследование метеорных потоков |
| ДС-У2-ГКА (Ореол)      | Исследование явлений и процессов в высокоширотных областях верхней атмосферы Земли, изучение природы полярных сияний                                                                                           |
| ДС-У2-ИК (Интеркосмос) | Изучение радиационной обстановки в околоземном пространстве, исследование влияния солнечной активности на радиационные пояса Земли, исследование низкочастотных электромагнитных колебаний в верхней ионосфере |
| ДС-У3-С                | Измерение потока и вариации интенсивности мягкого рентгеновского излучения Солнца, измерение интенсивности солнечного спектра, исследование работы электромаховичной системы ориентации аппарата на Солнце     |
| ДС-У3-ИК (Интеркосмос) | Исследование коротковолнового излучения Солнца и его воздействия на верхние слои атмосферы Земли, изучение спектрального состава и поляризации рентгеновского излучения Солнца                                 |

## История создания и развитие
Начало создания первого Днепропетровского спутника было положено в декабре 1959 года, когда был создан Межведомственный научно-технический совет по космическим исследованиям при АН СССР во главе с академиком Мстиславом Келдышем, на который была возложена разработка планов по созданию космических аппаратов, выдача основных технических заданий, научно-техническая координация работ по исследованию и освоению верхней атмосферы и космического пространства. Членом Президиума совета утверждается Михаил Янгель, который в то время возглавлял днепропетровское ОКБ-586, которое до 1960 года занималось исключительно боевыми межконтинентальными баллистическими ракетами, хотя работы по созданию ракеты-носителя для запуска спутников на базе боевой ракеты Р-12 инженеры ОКБ вели ещё с 1957 года.
Усилиями межведомственного научно-технического совета по космическим исследованиям при Академии наук, а также НИИ-4 Министерства обороны СССР была подготовлена научно-техническое обоснование, на основании которого 8 августа 1960 года было подписано постановление ЦК КПСС и СМ СССР «О создании ракеты-носителя 63С1 на базе боевой ракеты Р-12, разработке и запуске 10 малых ИСЗ». В соответствии с указанным Постановлением разработка ракеты и спутников поручалась ОКБ-586, где были начаты разработка и изготовление малых космических аппаратов ДС-А1, ДС-П1, ДС-К8, на которых, наряду с решением исследовательских задач, ставились и военно-прикладные эксперименты.
В начале 1961 года в днепропетровском ОКБ были созданы первые специализированные подразделения по космической тематике. Значительную практическую помощь в разработке космических аппаратов специалистам ОКБ оказывал коллектив королёвского ОКБ-1. В сентябре 1961 года разработка космического аппарата ДС-1 вышла на стадию натурных испытаний. К декабрю 1961 года была выпущена проектная документация на аппараты ДС-А1, ДС-П1, ДС-К8. 30 июня 1962 года выведен на орбиту первый из указанных аппаратов — ДС-П1. А 16 марта 1962 года на орбиту был успешно выведен первый днепропетровский спутник «ДС-2», который в начале даже не получил собственного наименования, имя «Космос-1» он получил после запуска 6 апреля 1962, когда новый КА был назван в сообщении ТАСС «Космос-2». Аппарат стал первенцем реализации советской космической программы «Космос», продолжающейся по сегодняшний день. Этот день ежегодно отмечается в ГКБ «Южное» как день рождения космического направления работ предприятия.

### Начальный этап работ
Важнейшей задачей начального этапа работ, решаемой одновременно с работами по созданию и отработке ракеты-носителя 63С1 и космического аппарата ДС-1, было определение потенциальных областей для эффективного применения космической техники и формирование плана проведения проектно-конструкторских и экспериментальных работ, направленных на подтверждение пока лишь теоретических расчётов, выработку заключений о возможности создания эксплуатационных космических систем и требований к ним.

#### История этапа
Первый днепропетровский космический аппарат ДС-1 № 1 весил 165 кг. Его основной задачей была отработка нового носителя и проверки работоспособности бортовой аппаратуры в условиях космического пространства. Однако 27 октября 1961 года при первом пуске РН 63С1 произошел отказ одного из приборов системы регулирования кажущейся скорости вследствие вибраций на шахтном участке полета. В результате спутник, не отделившись от второй ступени, упал в 385 км от старта. Старт ДС-1 № 2 также оказался аварийным. 21 декабря 1961 года на отметке +353.8 секунда произошло преждевременное выключение двигателя второй ступени вследствие выработки горючего. При расчете массы окислителя не был учтен факт его прогрева во время полета.
Наконец 16 марта 1962 года ракетой-носителем 63С1 № 6ЛК был произведен запуск КА ДС-2 № 1 («Космос-1»). Этот спутник был в три раза легче, чем его погибшие предшественники — всего 47 кг. Он не был оснащён какой-либо специальной аппаратурой. Был установлен лишь блок химических батарей и многоканальная радиостанция «Маяк», которая тем не менее позволила провести важные исследования. Также в рамках начального этапа в 1962—1963 годах были разработаны научные ИСЗ — ДС-А1, ДС-МГ, ДС-МТ, ДС-МО и ДС-К8.

#### Техническое описание
Космические аппараты начального этапа: ДС-1, ДС-А1, ДС-К8, ДС-П1, ДС-МГ, ДС-МТ выполнены с максимально возможным использованием общей конструктивной и аппаратурной схемы. Герметичный корпус состоял из двух полусферических днищ и цилиндрической проставки диаметром 800 мм. Внутри корпуса, заполненного азотом, расположены фермы, на которых размещаются рабочая и исследовательская аппаратура. Датчики исследовательской аппаратуры располагались на цилиндрической части корпуса и верхнем днище. Аппаратура, как правило, комплектовалась из серийно изготавливаемых приборов и оборудования боевой ракетной техники. Система терморегулирования построена на основе использования двух вентиляторов, блока управления с температурными датчиками и радиационной поверхности. Антенно-фидерные устройства содержали 4 штыревых, 5 ленточных и одну щелевую антенны. Длина корпуса аппаратов менялась в зависимости от состава и габаритов блоков аппаратуры.
Все аппараты начального этапа использовались без системы ориентации в пространстве. Исключение составляет аппарат ДС-МО, на котором впервые в мировой практике была применена аэрогироскопическая система ориентации космического аппарата. На аппарате ДС-П1 была впервые применена солнечная энергоустановка. Батарея фотопреобразователей выполнена в форме додекаэдра, жестко связанного с герметичным контейнером. Масса первых аппаратов находилась в пределах от 47 (ДС-2) до 321 (ДС-МО) килограммов. Масса исследовательской аппаратуры — от 4,5 кг до 44 кг. Срок активного существования на орбите (за исключением аппарата ДС-П1) зависел от ресурса химических источников питания и составлял обычно не более 10-15 суток.

### Основной этап работ
Положительные результаты начального этапа работ, подтвердили перспективность и значимость дистанционных методов изучения Земли и космического пространства, и привели к огромному числу заявок от научных и военных предприятий и организаций на создание новых космических аппаратов и оснащение их аппаратурой того или иного назначения. В связи с этим в ОКБ-586 был сформирован целый комплекс подразделений, задачей которых были как расчётно-теоретические изыскания, так и конструкторская разработка КА и целевой аппаратуры.

#### История этапа
Анализ полученных заявок показал, что за многими предложениями стоят разработки, одновременный охват которых одному предприятию был не по силам. В результате в начале 1962 года было принято решение о постепенной передаче ряда направлений вместе с проектной документацией другим предприятиям:
- Институту электромеханики — в апреле 1962 года
- ОКБ-10 — в августе 1962 года
- Филиалу № 3 Центрального конструкторского бюро энергетического машиностроения — в июне 1967 года.

Однако оставшийся объем заказов был настолько широк, что справиться с их выполнением можно было лишь при радикальном снижении стоимости разработки и времени изготовления космических аппаратов. Поэтому в 1963 году в ОКБ-586 был впервые в мире разработан эскизный проект трёх унифицированных платформ космических аппаратов:
- ДС-У1 — неориентированная с химическими источниками энергии
- ДС-У2 — неориентированная с солнечными батареями
- ДС-У3 — ориентированная на Солнце  с солнечными батареями.

В том же году специальная экспертная комиссия под председательством Мстислава Келдыша рассмотрела и одобрила представленный проект. В основу конструкции был положен основной принцип унификации — независимость служебных систем, конструкции аппарата и схем управления бортовой аппаратурой от конкретной целевой задачи аппарата. Это дало возможность организовать серийное производство космических аппаратов и их комплектующих, тем самым задача по снижению стоимости и времени разработки КА была решена. Этот принцип лёг в основу всего современного мирового спутникостроения.
К середине 1964 года в ОКБ-586 был разработан эскизный проект третьей унифицированной платформы ДС-У3. Она стала базовой при создании КА для исследования Солнца. 30 октября 1965 года по приказу Министра общего машиностроения в ОКБ-586 было создано специализированное конструкторское бюро по космической тематике, чьей основной задачей являлась разработка и создание КА на основе унифицированных платформ. Всего на основе серии унифицированных космических аппаратов в период 1963—1976 годов было разработано, изготовлено и выведено на орбиту 49 космических аппаратов. С помощью их был проведен большой объем научных исследований в различных областях. Это и всевозможные исследования параметров атмосферы и их связи с солнечной активностью, гео- и гелиофизические исследования, изучение ионосферы и атмосферы, исследование потоков заряженных частиц различных энергий, изучение магнитного поля Земли и др.
Малые унифицированные спутниковые платформы стали основой для организации международного сотрудничества в области исследования космического пространства. Начиная с запуска 14 октября 1969 года космического аппарата ДС-У3-ИК № 1, известного как «Интеркосмос-1», на многих отечественных КА в рамках программы «Интеркосмос» начали устанавливать научную аппаратуру других стран. Также были разработаны специализированные КА по совместной советско-французской программы «АРКАД» по изучению космического излучения. Первые данные наблюдений, полученные со спутников типа «ДС», были обнародованы на 7-м международном симпозиуме КОСПАР, проходившем в мае 1964 года во Флоренции. Результаты научных исследований по ряду проблем физики космического пространства, выполненных на базе малых унифицированных космических аппаратов, получили высокую оценку и мировое признание, они доложены на 27 международных симпозиумах и конгрессах, опубликованы в 95 научных статьях в отечественных и зарубежных изданиях и продемонстрированы на десяти международных и четырех всесоюзных выставках.

#### Техническое описание
Конструктивно-компоновочная схема каждой модификации платформы предусматривала оснащение её блоками научной аппаратуры без какой-либо доработки конструкции платформы и обеспечивающей служебной аппаратуры. Основным узлом является герметичный корпус. Её использование было необходимо для нормального функционирования блоков научной и служебной аппаратуры. Корпус диаметром 800 мм и длиной 1460 мм, состоял из цилиндрической обечайки и двух полусферических днищ. Корпус условно разделён на три отсека: научный, агрегатный (электроснабжение) и служебный. Все отсеки имели унифицированные места для крепления рам с соответствующими блоками аппаратуры. Корпус выполнен из алюминиевого сплава АМг6.

##### ДС-У1

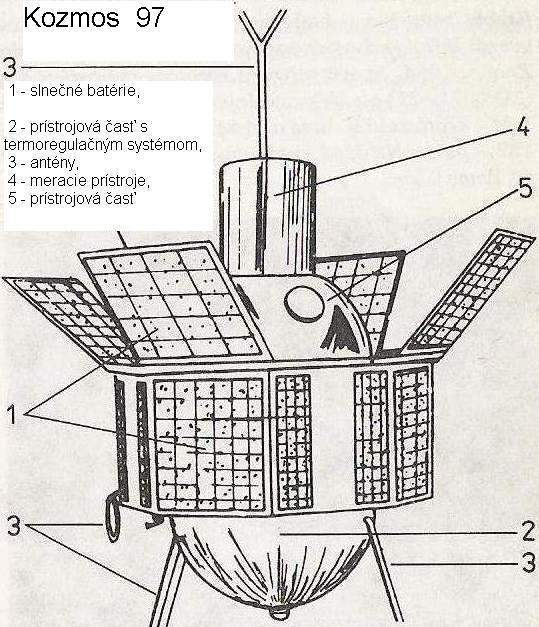
Спутник «Космос-97» серии ДС-У2-М

Полусферическая оболочка отсека системы электроснабжения спутника типа ДС-У1 представляет собой штампосварную конструкцию, в вершине полусферы которой находится силовой фланец для крепления пиротолкателя системы отделения спутника от носителя. Для поддержания внутри герметичного корпуса температуры газа (азота) в заданных пределах используется активная система терморегулирования, включающая радиатор, жалюзи, вентилятор, газоводы и блок управления. Средняя часть корпуса представляет собой сварную цилиндрическую обечайку с торцевыми стыковочными шпангоутами. На наружной поверхности средней части предусмотрены фланцы и кронштейны для установки приборов и датчиков научной аппаратуры, а также бобышки под штыревые антенны командной радиолинии, системы радиоконтроля орбиты и радиотелеметрической системы. Полусферическая оболочка отсека научной аппаратуры имеет в вершине полусферы и по поверхности фланцы для установки приборов и датчиков научной аппаратуры, а на торце — стыковочный шпангоут. Система электроснабжения состоит из электрохимических батарей серебряно-цинковых аккумуляторов, работающих в разрядном режиме.

##### ДС-У2
Конструкция платформы отличается от конструкции ДС-У1 тем, что на специальные бобышки средней части корпуса устанавливается солнечная батарея. Солнечная батарея общей площадью 5 м² представляет собой восьмигранную призму с четырьмя поворотными панелями. Раскрытие и установка солнечных батарей в рабочее положение происходит после отделения спутника от ракеты-носителя. В результате использования солнечных батарей была изменена система электроснабжения, применены серебряно-цинковые аккумуляторы, работающие в зарядно-разрядном режиме.

##### ДС-У3
Платформа отличается от ДС-У2 конструкцией цилиндрической части корпуса и солнечных батарей. Корпус выполнен в виде восьмигранной призмы и имеет увеличенную длину цилиндрической части для установки блока системы ориентации. На наружной поверхности корпуса установлены солнечная батарея, газореактивная система, датчики ориентации на Солнце и антенны. Солнечная батарея общей площадью 3,7 м² состоит из восьми поворотных панелей и восьми стационарных панелей.

### Калибровочные и юстировочные аппараты
В 1961 году, одновременно с началом практических работ по созданию в московском регионе первой отечественной ПРО «А-35», в ОКБ-586 начались работы по созданию космических аппаратов, предназначенных для проведения экспериментов с создаваемыми наземными РЛС и элементами ПРО. В 1962 году на орбиту был выведен первый военно-экспериментальный ДС-П1 № 1 («Космос-6»). Впоследствии этот ИСЗ был использован в качестве базовой модели при создании первого поколения целевых спутников, чья задача заключалась в отработке, юстировке, калибровке и паспортизации наземных и космических комплексов ПКО и ПРО (ДС-П1-И) и юстировки РЛС ПВО и контроля космического пространства (ДС-П1-Ю).
Первые юстировочные аппараты ДС-П1-Ю начали запускаться в 1964 году одновременно с началом развертывания частей системы предупреждения о ракетном нападении (СПРН). В 1968 году ДС-П1-Ю использовался для юстировки первых РЛС системы контроля космического пространства типа «Днестр». Оба КА — ДС-П1-Ю и ДС-П1-И, эксплуатировались до момента принятия на вооружения юстировочных ИСЗ второго поколения, также разработанных в Днепропетровске, но они не относились к серии ДС.

### Аппараты-мишени
Одна из модификаций ДС-П1 — ДС-П1-М получила название «Тюльпан» и использовалась с 1971 по 1982 год в качестве мишени при проведении испытаний отечественного КА-перехватчика «ИС», разработанного в ОКБ-52 В. Н. Челомея. В отличие от первых мишеней типа И-2М, разработанных в том же ОКБ-52, ДС-П1-М «Тюльпан» был более легким (около 640 кг) и обеспечивал работоспособность измерительной аппаратуры при попадании трёх выстрелов космического аппарата-перехватчика.

### Нереализованные проекты
В конце 1964 года был разработан предэскизный проект унифицированной платформы ДС-У4, снабжённого спасаемой капсулой. В рамках этого проекта предполагалось создание КА типа ДС-У4-Т (технологический) и ДС-У4-Б (биологический). В 1965 году инженерами ОКБ-586 был предложен проект еще одной унифицированной платформы ДС-У5 с активной двигательной установкой, способной совершать периодические коррекции орбиты КА. Однако ни один из ИСЗ этих серий так и не был выведен на орбиту.